# 15-я отдельная гвардейская мотострелковая бригада
15-я отдельная гвардейская мотострелковая Александрийская ордена Суворова бригада (миротворческая) (сокр. 15 омсбр, в/ч 90600) — тактическое соединение в составе Сухопутных войск Российской Федерации. Является единственной в Вооружённых силах Российской Федерации миротворческой бригадой.
Формирование входит в состав 2-й гвардейской общевойсковой армии Центрального военного округа. Пункт постоянной дислокации — пгт. Рощинский Самарской области.

## История

### До 2022
15-я отдельная мотострелковая (миротворческая) бригада Центрального военного округа сформирована 1 февраля 2005 года, согласно директиве Министра обороны Российской Федерации от 30 декабря 2004 года № Д-037, для участия в поддержании международного мира и безопасности, в том числе в составе сил под эгидой ООН. Соединение целиком укомплектовывалось военнослужащими по контракту. 15-я отдельная мотострелковая бригада была создана на базе 589-го отдельного гвардейского мотострелкового полка, сформированного в свою очередь в составе 27 гв. мсд, и первоначально носила наименование — 15-я отдельная гвардейская мотострелковая Берлинская Краснознамённая ордена Кутузова бригада.
В своей новейшей истории с декабря 2005 года по ноябрь 2008 года миротворческая бригада выполняла задачи по поддержанию мира в зоне грузино-абхазского конфликта, также в осетинском и приднестровском конфликтах.
В 2011 году бригада получила боевое знамя нового образца.
В 2014 группа была в числе вероятных участников аннексии Крыма Россией.
4 ноября 2019 года бригаде присвоено почётное наименование «Александрийская» и вручена копия знамени Александрийского 5-го гусарского полка, а формирование стало именоваться как 15-я отдельная мотострелковая Александрийская бригада. При этом бригада лишилась всех почётных наименований, унаследованных от 589 гв. омсп. Военнослужащие бригады могут входить в состав миротворческих контингентов по решению Президента Российской Федерации и в интересах СНГ, ООН, ОБСЕ, ШОС.
10 ноября 2020 года подразделения бригады были введены в Нагорный Карабах в рамках проведения миротворческой операции и составляли основу российского миротворческого контингента в Нагорном Карабахе.

### Война с Украиной
С февраля 2022 года участвовала во вторжении на Украину в составе 2-й гвардейской общевойсковой армии. Так, в ноябре 2021 года 15-й омсбр командовал подполковник Андрей Марушкин, под его же командованием бригада фигурировала в российских и украинских сводках в марте 2022 года. Также имеются погибшие в ходе боёв на Украине военнослужащие бригады, в частности, по заявлениям генштаба ВСУ, к июню было выведено из строя 66 % её состава: 800 человек было убито и 400 ранено.
Согласно расследованию украинских журналистов, 28 февраля бригада заняла село Перемога Киевской области, где российские военные оборудовали камеру пыток и расстреляли пятерых мирных жителей села. Приказ о убийстве отдали командир батальона и помощник командира, служившие в 15 бригаде.
Украинская прокуратура обвиняет военнослужащих бригады в серии изнасилований в одном из сел в Броварском районе под Киевом в середине марта 2022 года, в которой участвовали 12 военных бригады. Двое идентифицированных снайперов из этой группы, по данным из соцсетей, погибли.
В середине апреля один из военнослужащих бригады в перехваченном телефонном разговоре описывает пытки, грабежи и неизбирательные обстрелы снарядами села в Харьковской области.
Позднее прокуратура Киевской области и Служба безопасности Украины (СБУ) сообщили, что вышеупомянутых подозревают в «нарушении законов и обычаев войны, связанных с убийством». Одного из них также подозревают в пытках двоих жителей села в Киевской области, среди которых был настоятель местного храма, в сентябре СБУ опубликовало перехваченную запись разговора водителя бронетранспортера, датированную 15 апреля, в которой он в общении со своими родственниками описал пытки и издевательства над украинским военнопленным в Харьковской области.
Согласно рассказам свидетелей преступлений, собранным The Wall Street Journal, бригада вместе с двумя другими подразделениями РФ с конца февраля стояла в поселке Новый Быков Черниговской области, где военные пытали местных жителей и убили как минимум троих из них. Украинская прокуратура уже возбудила против них дела о военных преступлениях за задержания, убийства и исчезновения граждан Украины.
Указом Президента Российской Федерации от 9 мая 2022 № 278 15-й отдельной мотострелковой Александрийской бригаде присвоено почётное наименование «гвардейская» за «массовый героизм и отвагу, стойкость и мужество проявленные личным составом бригады в боевых действиях по защите Отечества и государственных интересов в условиях вооружённых конфликтов».
В ноябре 2023 года бригада награждена орденом Суворова.

## Состав
- Управление;
- 1-й мотострелковый батальон;
- 2-й мотострелковый батальон;
- 3-й мотострелковый батальон;
- танковый батальон;
- зенитный ракетный дивизион;
- зенитный ракетно-артиллерийский дивизион;
- разведывательный батальон;
- инженерно-сапёрный батальон;
- батальон управления (связи);
- ремонтно-восстановительный батальон;
- батальон материального обеспечения;
- стрелковая рота (снайперов);
- рота РХБЗ;
- рота БПЛА;
- рота РЭБ;
- комендантская рота;
- медицинская рота;
- батарея управления и артиллерийской разведки (начальника артиллерии);
- взвод управления и радиолокационной разведки (начальника ПВО);
- взвод управления (начальника разведывательного отделения);
- взвод инструкторов;
- взвод тренажеров;
- полигон;
- оркестр.[33]

## Командиры
- гв. полковник Кузовлев Сергей Юрьевич (2005—2008),
- гв. полковник Сувалов Олег Евгеньевич (2008—2010),
- гв. полковник Киндеев Виктор Валерианович (2010),
- гв. полковник Степанищев Константин Владимирович (2011—2013),
- гв. полковник Герасимов Виталий Петрович (2013—2014)[34],
- гв. полковник Захаров Николай Александрович (2014—2016),
- гв. полковник Авдеев Алексей Вячеславович (2016—2018),
- полковник Нечаев Константин Владимирович (2018—2020),
- подполковник Ершов Павел Алексеевич (2020—2021),
- подполковник Марушкин Андрей Сергеевич (2021—2023),
- генерал-майор Буйлов, Андрей Александрович (с 2023).

## Отличившиеся военнослужащие
- Гвардии младший лейтенант Пономаренко Артём Александрович (посмертно) — командир мотострелковой роты[35].
- Гвардии лейтенант Рябцев Андрей Владимирович (посмертно) — командир мотострелковой роты[36].
- Гвардии майор Тесло Владимир Сергеевич — командир штурмового подразделения[37].
- Гвардии старшина Дорофеев, Аркадий Геннадьевич — командир мотострелкового взвода.
- Гвардии младший сержант Зайнуллин, Альберт Тауратович — командир отделения разведгруппы.
- Гвардии капитан Назаров, Сергей Сергеевич (посмертно) — заместитель командира мотострелкового батальона по  военно-политической работе.
- Гвардии майор Селиванов, Сергей Сергеевич
- Гвардии генерал-майор Буйлов, Андрей Александрович — командир бригады.
- Гвардии подполковник Струев, Антон Васильевич — командир 3-го мотострелкового батальона.
- Гвардии майор Щекочихин, Олег Владимирович — командир штурмового отряда.

## Галерея
- Занятия по тактической подготовке на Рощинском военном полигоне, 2014 год
- Колонна подразделений бригады в Нагорном Карабахе, ноябрь 2020 года
- Вручение исторической копии Штандарта 5-го гусарского Александрийского полка, 2019 год
- Торжественная церемония присвоения бригаде почётного наименования «Александрийская», 2019 год